# Pingasa perfectaria
Pingasa perfectaria är en fjärilsart som beskrevs av Walker 1860. Pingasa perfectaria ingår i släktet Pingasa och familjen mätare. Inga underarter finns listade i Catalogue of Life.